# Liste der Kulturdenkmäler in Birkenfeld
In der Liste der Kulturdenkmäler in Birkenfeld sind alle Kulturdenkmäler der rheinland-pfälzischen Stadt Birkenfeld aufgeführt. Grundlage ist die Denkmalliste des Landes Rheinland-Pfalz (Stand: 12. Juni 2023).

## Denkmalzonen
| Bezeichnung                    | Lage                                                                                           | Baujahr                | Beschreibung | Bild                           |
| ------------------------------ | ---------------------------------------------------------------------------------------------- | ---------------------- | --- | ------------------------------ |
| Denkmalzone Burg Birkenfeld    | Burgstraße 17, 19, 28, 30, 32 Lage                                                             |                        | von der mittelalterlichen Burg erhalten ein runder Turmstumpf; Nr. 17: Torhaus der Renaissanceanlage; Nr. 19: Jugendherberge, 1926, Architekt Wilhelm Heilig, Darmstadt; Nr. 28: ehemaliges „Gasthaus zum ledigen Waidsack“                                                    | weitere Bilder Fotos hochladen |
| Denkmalzone Regierungsviertel  | Schlossallee 2, 3, 5, 7, 9, 11, 15, Schneewiesenstraße 22, 25, Friedrich-August-Straße 17 Lage | frühes 19. Jahrhundert | in oldenburgischer Zeit seit dem frühen 19. Jahrhundert sukzessive entstandenes Regierungsviertel im Winkel von Schneewiesenstraße und Friedrich-August-Straße aus Schloss, Kaserne, Gefängnis, Regierungsgebäude II, Forstamt, Museum und Wohnhaus des Rektors des Gymnasiums | BW                             |
| Denkmalzone Jüdischer Friedhof | südwestlich der Stadt am Dambacher Weg Lage                                                    | 1898                   | 34 Grabstellen in situ, ab 1898 | weitere Bilder Fotos hochladen |
| Denkmalzone Friedhof           | westlich der Stadt an der Brückener Straße Lage                                                | 1810                   | 1810 angelegt; neugotische Kapelle, um 1850; Grabkreuz 1769, auf Sockel um 1900; Gefallenendenkmal 1870/71; zwei aufwändige Familiengräber (Familien Eduard und Richard Böcking); Grabmal Familie Scherer, 1920er Jahre                                                        | Fotos hochladen                |

## Einzeldenkmäler
| Bezeichnung                              | Lage                                     | Baujahr                                | Beschreibung | Bild                           |
| ---------------------------------------- | ---------------------------------------- | -------------------------------------- | --- | ------------------------------ |
| Wohn- und Geschäftshaus                  | Am Kirchplatz 2 Lage                     | 1808                                   | Wohn- und Geschäftshaus, teilweise Fachwerk, bezeichnet 1808, im Kern älter | Fotos hochladen                |
| Evangelische Pfarrkirche                 | Am Kirchplatz 4/6 Lage                   | 1750–56                                | barocker Saalbau, fünfseitiger Chor, 1750–56, Architekten Jonas Erikson Sundahl und Johannes Seiz; neuromanischer Westturm, 1895/96, Architekt Heinrich Jester, Speyer; Glocken von 1554, 1717, 1961; mit Ausstattung                                 | weitere Bilder Fotos hochladen |
| Wohn- und Geschäftshaus                  | Am Kirchplatz 11 Lage                    | 1881                                   | Wohn- und (ehemaliges) Geschäftshaus; Neurenaissance, 1881, platzbildprägend | Fotos hochladen                |
| Evangelische und katholische Volksschule | Am Kirchplatz 13 Lage                    | 1911                                   | neunachsiger neubarocker Mansarddachbau, 1911; platzbildprägend | Fotos hochladen                |
| Backhaus                                 | Am Rech 2 Lage                           | 18. oder frühes 19. Jahrhundert        | kleines Wohnhaus, teilweise Fachwerk, teilweise verschiefert, 18. oder frühes 19. Jahrhundert | Fotos hochladen                |
| Mühle                                    | An der Ölmühle 4 Lage                    | 1580                                   | Bruchsteinbau, 1580; Ölmühle seit 1770er Jahren, Erweiterung und Dacherhöhung 1922; mit technischer Ausstattung | Fotos hochladen                |
| Wohnhaus                                 | Auf dem Römer 5 Lage                     | 1723                                   | Krüppelwalmdachbau, teilweise Fachwerk (holzverschindelt), bezeichnet 1723 | Fotos hochladen                |
| Wohnhaus                                 | Auf dem Römer 6 Lage                     | 18. Jahrhundert                        | barockes Wohnhaus, 18. Jahrhundert, im Kern wohl älter (1665?); straßen- und ortsbildprägend | Fotos hochladen                |
| Kußlersches Haus                         | Auf dem Römer 9 Lage                     | 1590                                   | Eckwohnhaus, bezeichnet 1590, teilweise mit Veränderungen des 19. Jahrhunderts; ortsbildprägend | Fotos hochladen                |
| Wohnhaus                                 | Bahnhofstraße 2 Lage                     | spätes 19. Jahrhundert                 | späthistoristisches Wohnhaus, Hausteinputzflächen, Sichtfachwerk, spätes 19. Jahrhundert | Fotos hochladen                |
| Wohnhaus                                 | Bahnhofstraße 4 Lage                     | spätes 18. oder frühes 19. Jahrhundert | Eckwohnhaus, teilweise Fachwerk (verschiefert), hölzerne Galerie, spätes 18. oder frühes 19. Jahrhundert; straßenbildprägend | BW                             |
| Wohnhaus                                 | Brückener Straße 8 Lage                  | 1920/30er Jahre                        | Wohnhaus mit Sattelwalmdach, übergiebeltes Zwerchhaus, 1920/30er Jahre | Fotos hochladen                |
| Maler-Hugo-Zang-Haus                     | Friedrich-August-Straße 15 Lage          | 1883                                   | neuklassizistisches Wohnhaus, 1883 | Fotos hochladen                |
| Museum                                   | Friedrich-August-Straße 17 Lage          | 1910                                   | in Formen eines römischen Landhauses, 1910, Architekt Julius Groeschel, München | Fotos hochladen                |
| Brunnen                                  | Gollenberger Weg, gegenüber Nr. 3 Lage   | spätes 19. Jahrhundert                 | Laufbrunnen, Gusseisen, spätes 19. Jahrhundert | Fotos hochladen                |
| Stadthaus                                | Hauptstraße 9 Lage                       | um 1900                                | aufwändiger historistischer Eckbau auf Terrasse, um 1900 | Fotos hochladen                |
| Apothekerbrunnen                         | Hauptstraße, vor Nr. 11 Lage             | letztes Viertel des 19. Jahrhunderts   | große gotisierende Anlage, Gusseisen, letztes Viertel des 19. Jahrhunderts | Fotos hochladen                |
| Wohnhaus                                 | Königsgasse 11 Lage                      |                                        | Kleinstwohnhaus mit Scheune unter einem Dach, später angebauter, aufgestockter Stall | Fotos hochladen                |
| Evangelisches Pfarrhaus                  | Pfarrgasse 1 Lage                        | 1733                                   | eingeschossiger Massivbau, zweiachsiges Zwerchhaus, 1733 | Fotos hochladen                |
| Kriegerdenkmal                           | Rennweg, zwischen Nr. 27 und 29 Lage     | 1927                                   | Kriegerdenkmal für die im Ersten Weltkrieg gefallenen Schüler des Gymnasiums Betuletia; aufgesockelter Kubus, Stahlhelm-Relief, 1927, Entwurf von Wilhelm Heilig, Darmstadt                                                                           | Fotos hochladen                |
| Steinernes Kreuz                         | Rennweg, gegenüber Nr. 30 Lage           | 16. Jahrhundert                        | Bildstock, 16. Jahrhundert, Tuffstein, eventuell vorreformatorisch | Fotos hochladen                |
| Quereinhaus                              | Saarstraße 19 Lage                       | zweite Hälfte des 19. Jahrhunderts     | stattliches Quereinhaus, zweite Hälfte des 19. Jahrhunderts | Fotos hochladen                |
| Wohnhaus                                 | Schadtengasse 2 Lage                     | 1838                                   | Wohnhaus mit dreiteiliger Fenstergruppe, bezeichnet 1838 | Fotos hochladen                |
| Wohnhaus                                 | Schlossallee 3 Lage                      | 19. Jahrhundert                        | fünfachsiges holzverschindeltes Wohnhaus, 19. Jahrhundert; am Südgiebel Teile eines erdeingetieften Gewächshauses einer Gärtnerei | Fotos hochladen                |
| Neues Schloss                            | Schlossallee 11 und 13 Lage              | 1819–21                                | klassizistische Gruppe um offenen Ehrenhof, 1819–21, Architekt Johann Wilhelm Leonhard Brofft Brofft, Frankfurt; Hauptbau mit dreiachsigem Mittelrisalit, rückseitig Altan; Ausstattung; eingeschossige Nebengebäude mit übergiebelter Eingangsanlage | weitere Bilder Fotos hochladen |
| Pirmannsches Haus                        | Schneewiesenstraße 3 Lage                | 1859                                   | vornehmer klassizistischer Bau, dreigeschossiger Giebelrisalit, 1859 | Fotos hochladen                |
| Katholische Pfarrkirche St. Jacobus      | Schneewiesenstraße 8 Lage                | 1888–90                                | neugotische Hallenkirche, Gelbsandstein, 1888–90, Architekt Reinhold Wirtz, Trier; Grabplatte 1752; mit Ausstattung | weitere Bilder Fotos hochladen |
| Altes Gymnasium                          | Schneewiesenstraße 22 Lage               | 1842/43                                | ehemalige Infanteriekaserne; neunachsiger klassizistischer Putzbau, 1842/43 | Fotos hochladen                |
| Kreisverwaltung                          | Schneewiesenstraße 25 Lage               | 1912                                   | ehemals drittes oldenburgisches Behördenhaus; barockisierender Mansarddachbau, dreigeschossiger Giebelrisalit, 1912 | Fotos hochladen                |
| Wohnhaus                                 | Wasserschiederstraße 1 Lage              | 1767                                   | Eckwohnhaus, teilweise verschiefert, rückseitig verkleidete Galerie, Mansarddach mit Krüppelwalm, 1767, Ladeneinbau um 1900; ortsbildprägend | Fotos hochladen                |
| Wohnhaus                                 | Wasserschiederstraße 2/4 Lage            | 1791                                   | Doppelhaus auf hohem Sockel, Torfahrt, bezeichnet 1791 | Fotos hochladen                |
| Gasthaus                                 | Wasserschiederstraße 6 Lage              | 1897                                   | ehemaliges Gasthaus mit Brauerei; Sandsteinquaderbau, bezeichnet 1897 | Fotos hochladen                |
| Wohnhaus                                 | Wasserschiederstraße 7 Lage              | frühes 19. Jahrhundert                 | Wohnhaus, teilweise Fachwerk (verputzt), wohl aus dem frühen 19. Jahrhundert | Fotos hochladen                |
| Wohnhaus                                 | Wasserschiederstraße 16 Lage             | Mitte des 19. Jahrhunderts             | großes Wohnhaus mit Stallanlagen, Mitte des 19. Jahrhunderts | Fotos hochladen                |
| Taubenhaus                               | Wasserschiederstraße, hinter Nr. 47 Lage | zweite Hälfte des 19. Jahrhunderts     | kleiner Holzbau, Kreuzdach mit Laterne, zweite Hälfte des 19. Jahrhunderts | Fotos hochladen                |
| Wohnhaus                                 | Wasserschiederstraße 49 Lage             | um 1910                                | Walmdachbau, Landhausstil, um 1910, überdachte Galerie zum Nebengebäude im Garten | BW                             |